# Антверп Порт Эпик
Антверп Порт Эпик (англ. Antwerp Port Epic) — шоссейная однодневная велогонка, с 2018 года проводящаяся в окрестностях бельгийского портового города Антверпен. Входит в календарь UCI Europe Tour под категорией 1.1.

## История
30 августа 2015 года прошёл юбилейный 90-й выпуск гонки Схал Селс (нидерл. Schaal Sels). В связи с этим его маршрут был особенным — он включал 30 километров мощённых участков и 19 километров грунтовых дорог. Всё это вызвало повышенное внимания международных СМИ к гонке. В результат этого в 2018 году было принято решение разделить Schaal Sels на Schaal Sels Merksem которая сохранит свой локальный характер и Antwerp Port Epic который будет больше внимания уделять международному росту.
Маршрут Антверп Порт Эпик включает мощённые и грунтовые секции. Старт и финиш были перенесены из Мерксема в Антверпен. Выбранное название гонки с одной стороны подчёркивает место где начинается и заканчивается маршрут — Антверпенский порт, с другой стороны её прошлое и настоящие — Epic. Первая гонка состоялась 2 сентября 2018 года.

## Призёры
| Год  | Победитель          | Второй            | Третий            |
| ---- | ------------------- | ----------------- | ----------------- |
| 2018 | Гийом Ван Кейрсбулк | Аксель Ныммела    | Тако Ван дер Хорн |
| 2019 | Айме Де Гендт       | Тим Мерлир        | Тимоти Дюпон      |
| 2020 | Джанни Вермерш      | Стан Девулф       | Батист Планкарт   |
| 2021 | Матье Ван дер Пул   | Тако Ван дер Хорн | Тим Мерлир        |
| 2022 | Флориан Вермеерш    | Джанни Вермерш    | Тибо Ныс          |
| 2023 | Дрис Де Бондт       | Тимо Келих        | Квинтен Херманс   |
| 2024 | Александер Кристофф | Эмильен Жаньер    | Одес Когут        |
| 2025 | Тимо Келих          | Расмус Валлин     | Тим Мерлир        |